# Notoseris
Notoseris C.Shih – rodzaj roślin z rodziny astrowatych (Asteraceae). Według The Plant List w obrębie tego rodzaju znajduje się 13 zweryfikowanych gatunków. Rośliny te występują naturalnie w południowych Chinach i regionie Himalajów (północno-wschodnie Indie i Mjanma).

## Systematyka
Pozycja według APweb (aktualizowany system APG IV z 2016)
Rodzaj z rodziny astrowatych (Asteraceae) należącej do rzędu astrowców reprezentującego dwuliścienne właściwe. W obrębie rodziny reprezentuje plemię Cichorieae z podrodziny Cichorioideae. 
Lista gatunków
- Notoseris dolichophylla C.Shih
- Notoseris guizhouensis C.Shih
- Notoseris khasiana (C.B. Clarke) N. Kilian
- Notoseris macilenta (Vaniot & H. Lév.) N. Kilian
- Notoseris melanantha (Franch.) C.Shih
- Notoseris nanchuanensis C.Shih
- Notoseris porphyrolepis C.Shih
- Notoseris psilolepis C.Shih
- Notoseris scandens (Hook. f.) N. Kilian
- Notoseris triflora (Hemsl.) C.Shih
- Notoseris wilsonii (C.C.Chang) C.Shih
- Notoseris yakoensis (Jeffrey) N. Kilian
- Notoseris yunnanensis C.Shih